# Nicolás de Fréauville
Nicolas Caignet de Fréauville (Fréauville, Normandía, ? - Aviñón, 15 de enero de 1323) fue un cardenal francés, miembro de la orden de los dominicos.

## Biografía

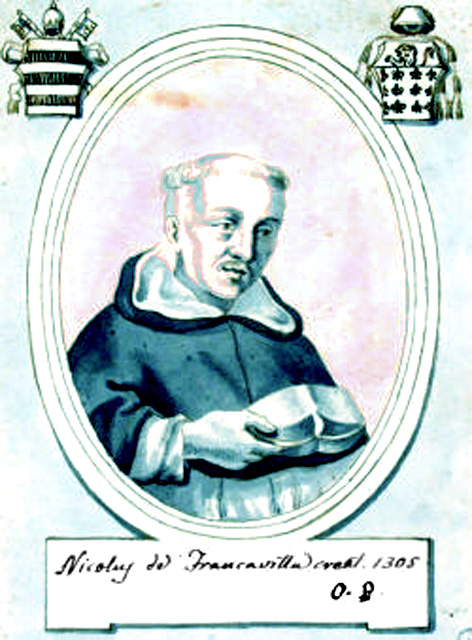
Cardenal Nicolas Caignet de Fréauville

Nicolas Caignet de Fréauville fue profesor de filosofía y de teología en la Sorbona de París y prior. Fue confesor del rey Felipe el Hermoso. En 1304, fue intermediario entre los franceses y los flamencos. Durante la disputa del rey de Francia y el papa Bonifacio VIII, fue convocado por el papa a Roma, pero no se rindió jamás.
Caignet de Fréauville fue nombrado cardenal por el papa Clemente V en el consistorio de 15 de diciembre de 1305. El cardenal Caignet asistió al concilio de Vienne en 1311. Fue camarlengo del Colegio Cardenalicio en 1312-1313 y predicó la cruzada en Francia como legado. Fue autor de numerosas obras sobre la liturgia.
Participó en el cónclave de 1314-16, en el que se eligió a Juan XXII después de dos años de interregno.
Su tumba, orante, se encuentra en la Capilla del Rosario en la Iglesia de los Jacobinos de Rouen.